# Bertha Hernández de Ospina
Bertha Hernández de Ospina, née Hernández Fernández le 17 avril 1907 et morte le 11 septembre 1993, est une femme politique, suffragiste et première dame de Colombie de 1946 à 1950 pour son mariage avec le 17e président de la république de Colombie, Mariano Ospina Pérez,.

## Biographie
Bertha Hernández Fernández est née le 17 avril 1907 à Medellín où elle a étudié au Colegio de La Presentación de Medellín jusqu'à son mariage en 1925, raison pour laquelle elle n'a pas terminé ses études secondaires. Bertha deviendra première dame de Colombie plus tard en 1946 après l'élection de son mari Mariano Ospina Pérez, utilisant sa proximité avec le président pour influencer certaines décisions comme celles prises après le Bogotazo. En 1970, elle fut élue sénatrice de Colombie, poste qu'elle occupera jusqu'en 1974.